# Valentina Tsibulskaja
Valentina Ivanovna Tsibulskaja (belarusiska: Валянџіна Іванаўна Џыбульская), född den 9 februari 1968 i Rostov-na-Donu i Ryska SSR, Sovjetunionen, är en vitrysk före detta friidrottare som tävlade i gång.
Tsibulskaja deltog vid VM 1995 på 10 km gång och slutade där på en tolfte plats. Bättre gick det vid VM 1997 då hon blev bronsmedaljör på samma distans. Vid VM 1999 tävlade hon på den nya distansen 20 km gång och slutade då på en 25:e plats.
Hon deltog vidare vid Olympiska sommarspelen 2000 och slutade då 28:a på 20 km gång. Hennes största framgång kom vid VM 2001 då hon slutade som silvermedaljör efter Olimpiada Ivanova på 20 km gång. Även vid VM 2003 blev hon medaljör då, bronsmedaljör på 20 km gång.
Hennes sista mästerskap blev Olympiska sommarspelen 2004 då hon slutade på en femtonde plats.